# Retentiedak
Een retentiedak (ook: blauw dak) is een type multifunctioneel dak waarmee op een plat dak regenwater vast gehouden kan worden. Meestal gebeurt dit in combinatie met vegetatie. 
Men kan van een retentiedak uitgaan wanneer er in de opbouw van een groendak of daktuin specifieke, gereguleerde (ledigbare) waterberging plaatsvindt in een retentielaag. Boven op deze retentielaag komt vervolgens een opbouw voor het aanbrengen van vegetatie en/of bestratingen.

## Opbouw

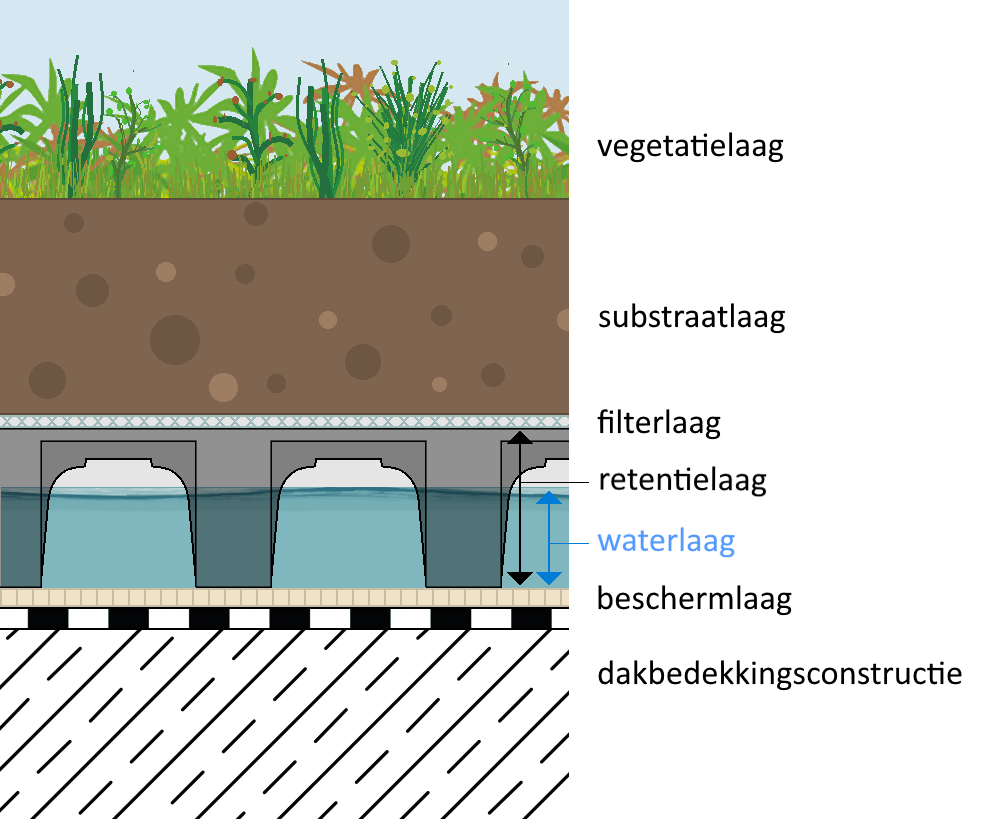
De opbouw van een retentiedak is vrijwel gelijk aan een groendak, enkel is de drainagelaag vervangen door een retentielaag om een waterlaag op het platte dak vast te houden.

Veelal wordt een retentiedak gecombineerd met een vegetatie (blauw-groen dak) of bestrating. Een retentiedak kent ook een vrijwel gelijke opbouw als een standaard groen dak. Echter is de drainagelaag vervangen door een retentielaag. Grofweg is de opbouw vanaf de dakconstructie naar boven:
1. een volledig gekleefde, waterdichte en wortelwerende dakbedekkingsconstructie
2. beschermlaag, tegen mechanische beschadigingen van de dakbedekking
3. retentielaag van bijvoorbeeld kunststof waterretentiekratten of andere drukvaste, zeer poreuze materialen
4. filterlaag, houdt de retentielaag vrij van fijne delen, zodat deze zijn functie behoudt. Mogelijk gecombineerd met capillaire functie om optrekkend water uit de  retentielaag beter te spreiden onder het substraat ten behoeve van irrigatie van bepantingen
5. substraatlaag (groeimedium), kan bestaan uit mineralen zoals lava,  opgewaardeerd zand, circulaire materialen
6. vegetatielaag, extensieve of (semi-)intensieve vegetatie

Bij dakbestrating wordt boven de filterlaag een draaglaag en/of een straatlaag met klinkers of tegels toegepast. Een afwerking van enkel grind boven de filterlaag is ook mogelijk.

## Techniek

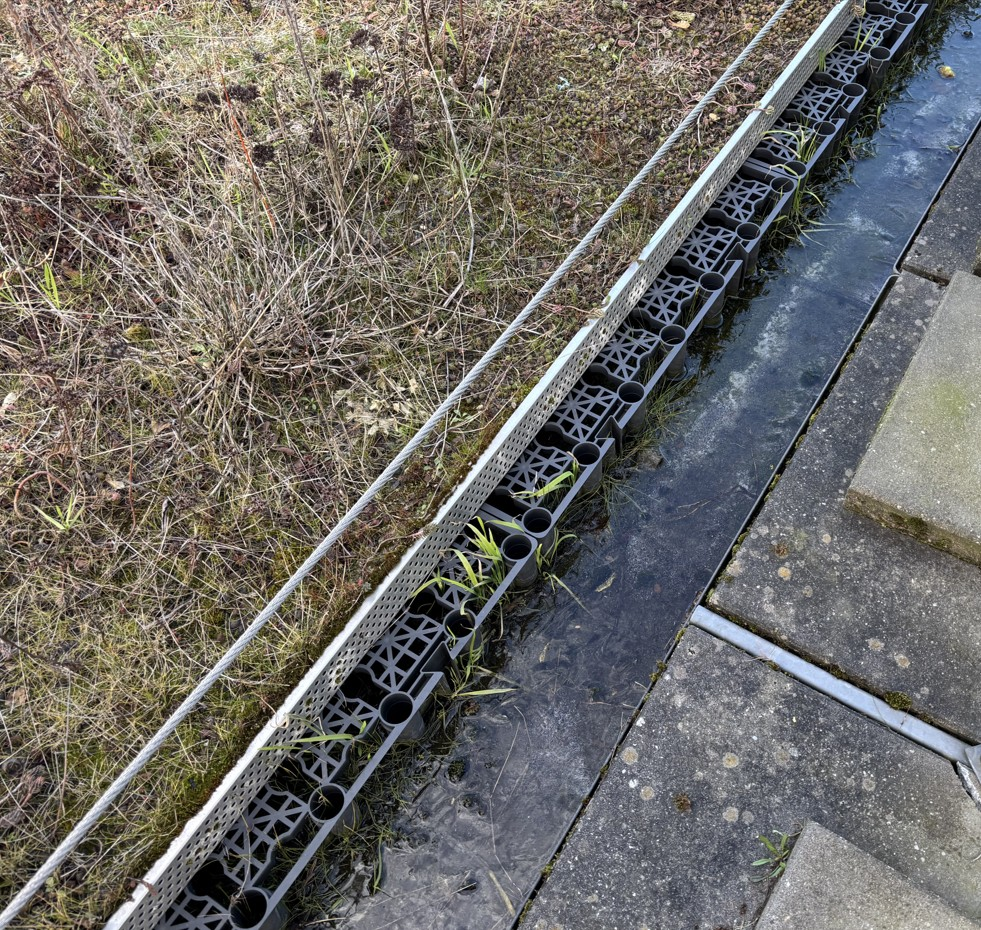
Een openliggend retentiedak waarbij de lagen van het retentiedak; de vegetatie en het substraat (alu-profiel als kering), de retentielaag (krattenveld) en waterlaag zichtbaar zijn.

Regenwater wordt op het platte dak zonder afschot opgevangen. De waterdichting bij dakranden en/of gevels wordt verhoogd uitgevoerd waardoor een waterlaag op het dak opgezet kan worden. De dakafvoeren worden voorzien van een stuw- of debietregelaar waarmee het water op het dak vastgehouden kan worden en eventueel met een vertraagd debiet afgevoerd kan worden. Om de waterlaag op het dak af te sluiten wordt een retentiesysteem toegepast bestaande uit kunststof kratten of lavagesteente (de retentielaag). Daarboven kan de gewenste afwerking worden voorzien. Meestal wordt een retentiedak gecombineerd met vegetatie, mede omdat het water in de retentielaag ingezet kan worden voor irrigatie van de vegetatie door toepassing van capillaire bruggen. Waterberging op het dak in de vorm van open water, dus zonder toepassing van een retentiedaksysteem, wordt afgeraden wegens weersinvloeden op het open water, verstopping van afvoeren, en veroudering van het dakbedekkingssysteem.

## Doel en toepassing
Een retentiedak wordt regelmatig bij grootschalige nieuwbouw ingezet voor het invullen van een waterbergingsopgave welke door een gemeente of waterschap is opgelegd aan een ontwikkelaar als onderdeel van de omgevingsvergunningprocedure. Door toepassing van een retentiedak waarmee bij de dakafvoer een debietregelaar is toegepast, kan een waterbergingsopgave met een ledingingseis worden ingevuld. Het water wordt dan in het retentiesysteem opgevangen en vertraagd afgevoerd met een specifiek debiet. Daarmee kan worden bewerkstelligd dat de bergingscapaciteit van het retentiedak binnen een bepaalde tijdsspanne weer beschikbaar is voor het opvangen van een volgende bui. Retentiedaken kunnen tevens uitgevoerd worden met een dynamisch regenwaterbeheersysteem bij de dakafvoer welke het water in de basis op het dak vasthoudt voor gebruik (irrigatie van beplanting, toiletspoeling e.d.) en voorafgaand aan een regenbui het water deels laat weglopen zodat het retentiesysteem de verwachte hoeveelheid neerslag kan bergen.
Daarnaast dient een retentiedak als irrigatievoorziening bij een intensieve vegetatie zoals daktuinen en dakparken. In de retentielaag wordt dan permanent een waterlaag opgezet welke middels bewatering wordt aangevuld. Het bewerkstelligd op die manier een meer natuurlijke wijze van bewatering waarbij het principe van een grondwaterstand wordt nagebootst.
Tevens kan het water in de retentielaag worden benut voor inpandige toepassingen zoals toiletspoeling door deze aan te sluiten op een regenwaterstation.